# Berliner Kindl
Berliner Kindl er et tysk ølmærke fra Berlin, og var tidligere navnet på et selvstændigt bryggeri.

## Historie
Bryggeriet blev etableret i 1872 af lokale værtshusejere fra Berlin-Neukölln, og havde fra starten navnet Vereinsbrauerei Berliner Gastwirte zu Berlin AG. I 1910 blev navnet ændret til Berliner Kindl Brauerei-Aktiengesellschaft.
I 1988 blev selskabet overtaget af Radeberger Gruppe, der er en del af Dr. Oetker-koncernen.